# Curtiss F7C Seahawk
Curtiss F7C Seahawk là một loại máy bay tiêm kích hai tầng cánh hoạt động trên tàu sân bay của Thủy quân Lục chiến Hoa Kỳ.

## Biến thể

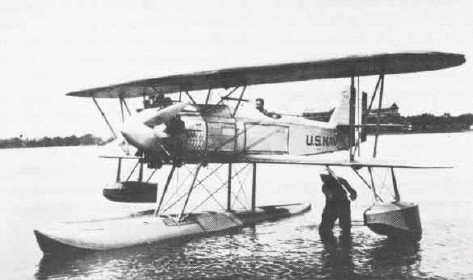
XF7C-1.

- XF7C-1:
- F7C-1 Seahawk:
- XF7C-2:
- XF7C-3:

## Quốc gia sử dụng
Hoa Kỳ
- Thủy quân Lục chiến Hoa Kỳ

## Tính năng kỹ chiến thuật (F7C-1)
Đặc điểm tổng quát
- Kíp lái: 1
- Chiều dài: 22,6 ft (6,88 m)
- Sải cánh: 32,67 ft (9,34 m)
- Chiều cao: 9,71 ft (2,96 m)
- Diện tích cánh: 275 ft² (25,55 m²)
- Trọng lượng rỗng: 2.053 lb (931 kg)
- Trọng lượng cất cánh tối đa: 2.782 lb (1.262 kg)
- Động cơ: 1 × Pratt & Whitney R-1340-B Wasp, 450 hp (336 kW)

 Hiệu suất bay 
- Vận tốc cực đại: 155 mph (249 km/h)
- Vận tốc hành trình: 150 mph (241 km/h)
- Trần bay: 22.100 ft (6735 m)
- Vận tốc lên cao: 1.860 ft/phút (9,45 m/s)

Trang bị vũ khí

- Súng: 2 × súng máy Browning ,30 in (7,62 mm)